# Forest Hill, Luân Đôn

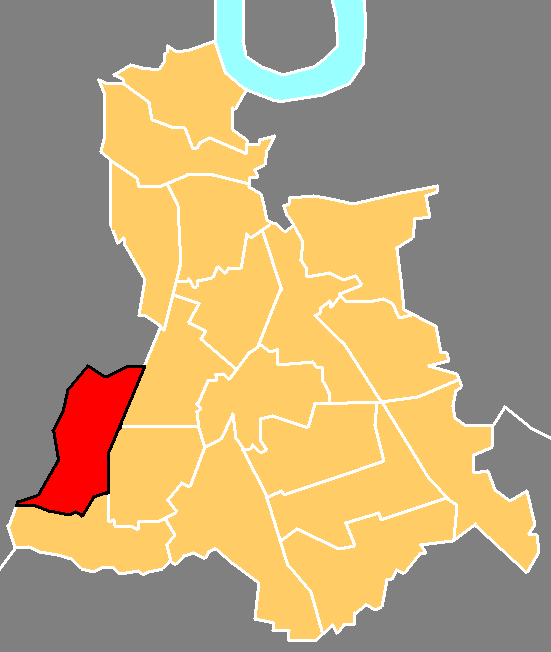
Khu vực bầu cử Forest Hill (đỏ) trong Khu Lewisham của Luân Đôn (cam nhạt)

Forest Hill là một quận thuộc Nam Luân Đôn, Anh, nằm trong Khu Lewisham của Luân Đôn. Forest Hill nằm giữa Dulwich và Sydenham. Khu vực này đã được hưởng sự đầu tư lớn từ quy hoạch mở rộng ranh giới Đông Luân Đôn sang đây vào năm 2004.
Trong thế kỷ 21, Forest Hill có dân số cư trú đông đúc, giao thông mạch lạc và hiện đại kết nối đến trung tâm thành phố. Ngoài ra khu vực này còn có giá bất động sản tương đối thấp hơn mức trung bình.